# آلورادو (تگزاس)
آلورادو، تگزاس(به انگلیسی: Alvarado, Texas) شهری در ایالت تگزاس از ایالات جنوبی ایالات متحده آمریکا است. در سرشماری سال ۲۰۰۰، جمعیت این شهر ۳۲۸۸ نفر اعلام شد.